# Adaline-Modell

Modell eines ADALINE

Das Adaline-Modell ist eine Form eines künstlichen neuronalen Netzes. Der Name stand für ADAptive LInear NEuron, als neuronale Netze später an Popularität verloren, wurde das Akronym auch als ADAptive LINear Element übersetzt.
Das Adaline-Modell wurde 1959 von Bernard Widrow und Marcian Edward Hoff vorgeschlagen und bildet ein Perzeptron, bei dem dem Lernalgorithmus auch die Aktivierung einer Ausgabeeinheit als Information zur Verfügung steht. Das Bild zeigt die Struktur eines ADALINE. Der Lernalgorithmus adaptiert die Gewichte des Eingabevektors sowie des Bias(Tendenz)-Eingangs.
Als Lernregel schlugen Widrow und Hoff die sogenannte Delta-Regel (auch als Widrow-Hoff-Regel oder Least-Mean-Squares-Algorithmus  bekannt) vor. Diese bewirkt ein anderes Verhalten des künstlichen neuronalen Netzes, indem sie stabileres Wissen aufbaut, da durch die modifizierte Lernregel einmal gelerntes Wissen weniger leicht wieder vergessen wird.